# پی‌یرو فوکاچا
پی‌یرو فوکاچا (ایتالیایی: Piero Focaccia؛ زادهٔ ۱۶ اکتبر ۱۹۴۴) خواننده و بازیگر اهل ایتالیا است.
از فیلم‌هایی که وی در آن‌ها نقش داشته است، می‌توان به دختران زیبا و راهبه آتش‌پاره اشاره نمود.